# Антон Стролман
Антон Стролман (швед. Anton Strålman — Тибро, 1. август 1986) професионални је шведски хокејаш на леду који игра на позицијама одбрамбеног играча.
Члан је сениорске репрезентације Шведске за коју је на међународној сцени дебитовао на светском првенству 2007. године. Са репрезентацијом је освојио бронзану медаљу на СП 2009, те титулу светског првака на СП 2017. године.
Учествовао је на улазном драфту НХЛ лиге 2005. где га је као 216. пика у седмој рунди одабрала екипа Торонто мејпл лифса.

## Каријера
Након три сезоне проведене у екипи Тимроа у шведској лиги, у мају 2007. Стролман потписује трогодишњи уговор са канадским НХЛ лигашем Торонто мејпл лифсима. Пре него што је дебитовао у дресу Лифса играо је за њихову АХЛ филијалу Марлисе, док је прву утакмицу у НХЛ-у одиграо 23. октобра против Трашерса. Први погодак у лиги постигао је против Буфало сејберса, у утакмици играној 21. марта 2008. године. 
У НХЛ лиги играо је и за екипе Коламбус блу џакетса и Њујорк ренџерса, а од 2014. игра за тим Тампа беј лајтнингса.
Дана 27. новембра 2015. Стролман је одиграо своју 500. утакмицу у НХЛ лиги (Тампа је тај сусрет изгубила од Капиталса резултатом 2:4), док је 600. меч у лиги одиграо 23. фебруара 2017. године.